# Redakai
A Redakai 2011 és 2013 között futott francia televíziós számítógépes animációs akciósorozat, amelyet Vincent Chalvon-Demersay és David Michel alkotott.
Franciaországban 2011. július 9-én a Canal J, míg Magyarországon 2012. március 3-án a Cartoon Network mutatta be. 2024. június 17-től a Kölyökklub is bemutatta, új szinkronnal.

## Ismertető
A történet főszereplője Ky, egy 15 éves ifjú harcművész, aki az ősi idegen erő, a Kairu nyomába ered. Küldetésében nincs egyedül; Maya és Boomer hűséges kísérői Föld körüli útja során.

## Szereplők
| Név    | Eredeti hang | Angol hang | Magyar hang (Cartoon Network) | Magyar hang (Kölyökklub) |
| ------ | ------------ | ---------- | ----------------------------- | ------------------------ |
| Ky     |              |            | Szalay Csongor                | Baráth István            |
| Maya   |              |            |                               | Szabó Luca               |
| Boomer |              |            |                               | Berkes Bence             |
| Gia    |              |            |                               | Hegedűs Johanna          |

## Epizódok
| Évad | Évad | Epizódok | Eredeti sugárzás | Eredeti sugárzás   | Magyar sugárzás  | Magyar sugárzás      |
| Évad | Évad | Epizódok | Évadpremier      | Évadfinálé         | Évadpremier      | Évadfinálé           |
| ---- | ---- | -------- | ---------------- | ------------------ | ---------------- | -------------------- |
|      | 1    | 26       | 2011. július 9.  | 2012. március 10.  | 2012. március 3. | 2012. szeptember 23. |
|      | 2    | 26       | 2013. január 11. | 2013. december 23. | 2013. május 13.  | 2013. október 22.    |

## Fordítás
- Ez a szócikk részben vagy egészben  a   Redakai: Conquer the Kairu (TV series) című angol Wikipédia-szócikk ezen változatának fordításán alapul.  Az eredeti cikk szerkesztőit annak laptörténete sorolja fel. Ez a jelzés csupán a megfogalmazás eredetét és a szerzői jogokat jelzi, nem szolgál a cikkben szereplő információk forrásmegjelöléseként.